# Zones statistiques de Lappeenranta
Les zones statistiques de Lappeenranta (finnois : Lappeenrannan tilastoalueet) sont des subdivisions de Lappeenranta,.
Pour des raisons statistiques, la ville est divisées en districts (suuralueet) et en zones statistiques (tilastoalueet), qui recoupent partiellement les quartiers (Kaupunginosat) et comprennent aussi les villages de campagne.

## Zones statistiques de Lappeenranta
1 Keskustan suuralue
- Alakylä
- Harapainen
- Keskus
- Kesämäki
- Kimpinen
- Kylpylä
- Leiri
- Lepola
- Linnoitus
- Peltola
- Taikinamäki
- Tykki–Kiviharju

2 Lauritsalan suuralue
- Hakali
- Hartikkala
- Kanavansuu et archipel de Lauritsala
- Kaukas–Parkkarila
- Laihia
- Lapvesi
- Lauritsala
- Muukko–Ilottula
- Mälkiä–Mustola
- Pajarila–Rasala
- Tirilä

3 Mäntylän–Myllymäen suuralue
- Kalliokoski
- Karhuvuori
- Mattila
- Myllymäki
- Mäntylä–Kuusela
- Vihtola ja Hanhijärvi

4 Voisalmen suuralue
- Kivisalmi
- Pallo
- Tyysterniemi
- Voisalmi

5 Sammonlahden suuralue
- Kourula
- Kuusimäki
- Lavola
- Montola
- Ruoholampi–Lauttaniemi
- Ruohosaari
- Rutola–Yllikkälä
- Sammonlahti
- Skinnarila
- Uus-Lavola

6 Joutsenon suuralue
- Ahola
- Haukilahti
- Joutsenon keskusta
- Jänhiälä
- Kähärilä–Konnunsuo
- Korvenkylä
- Kuurmanpohja–Leppälä
- Parjala
- Ravattila

7 Läntinen suuralue
- Hurtanmaa–Iitiä
- Hytti
- Korkea-aho
- Myllylä–Vilkjärvi
- Pulsa–Tani
- Raippo–Simola
- Ylämaa

8 Itäinen suuralue
- Partala
- Lempiälä
- Kasukkala–Haapajärvi
- Vainikkala
- Nuijamaa